# Чёрная кукушка
Чёрная кукушка (лат. Cuculus clamosus) — вид птиц из видов рода кукушки в семействе Cuculidae.

## Описание
Среди кукушек чёрная кукушка птица среднего размера. Окраска оперения зависит от подвида, Cuculus clamosus clamosus либо почти полностью чёрный с беловато-охристыми отметинами на груди, либо полностью черный; птицы подвида Cuculus clamosus gabonensis, в основном, чёрные с рыжим горлом и чередующимися черно-белыми пестринами на брюшке.

## Распространение
Этот вид широко распространен по всей Африке к югу от Сахары. Подвид Cuculus clamosus gabonensis ведёт оседлый образ жизни в Центральной Африке, тогда как южноафриканский подвид Cuculus clamosus clamosus совершает сезонные миграции, он размножается в Южной Африке в сентябре-декабре (весной Южного полушария), затем перемещается в марте в Центральную Восточную и Западную Африку. 
В целом, вид населяет влажные тропические леса от Либерии до Ганы и от юго-восточной Нигерии до Кении юго-западной Эфиопии. Обитает также в Анголе, северном Сомали, Танзании, Заире, Намибии, северной Ботсване и ЮАР.

## Гнездовая биология

### Виды-воспитатели
Чёрная кукушка является гнездовым паразитом. Всего список видов-воспитателей чёрной кукушки включает не менее 23 видов. По данным М. Ирвина основные хозяева чёрной кукушки (22 случая из 30)  эфиопский (Laniarius aethiopicus) и красногрудый певчие сорокопуты (Laniarius atrococcineus), в Замбии в качестве хозяина отмечены Melaenornis pammelaina, в Зимбабве — Oriolus auratus, в Заире — Dryoscopus cubla.

## Внешние ссылки
- Чёрная кукушка — Species text in The Atlas of Southern African Birds Архивная копия от 6 января 2011 на Wayback Machine.
- Звуки чёрной кукушки на сайте xeno-canto.org Архивная копия от 22 июля 2015 на Wayback Machine